# 長濱文化
長濱文化（英語：Changpinian），是至今臺灣所發現最古老的文化，屬於舊石器時代的文化類型，八仙洞考古遺址為其代表遺址，年代距今約3萬年至1萬5千年前。

## 發現歷程
長濱文化於1969年首次發現自八仙洞考古遺址，由時任中央研究院歷史語言研究所所長的李濟博士依據考古學命名通則，將該文化以所在地「長濱」為名，稱為長濱文化:8。

## 年代範圍
1991年，宋文薰根據潮音洞及乾元洞的碳十四定年結果，參考洞穴海拔高度推測長濱文化的年代上限約為距今2至3萬年前，下限則持續至距今約5千年前左右。
2008年至2015年間，臧振華等人在八仙洞考古遺址重啟調查研究計畫後，於2016年分析來自八仙洞考古遺址舊石器時代、先陶時代文化層的40個碳十四定年結果，重新釐清舊石器時代為距今30,000至15,000年前，而先陶時代則是距今約6,000至4,800年前，兩者之間具有約9,000年的年代斷層；在出土的文化現象上也確實有差異，先陶時代出土較多細石料製石器、豐富的磨製骨角器、刃部磨光的石器及較多的漁獵相關遺留；因此由年代及文化特徵來看，舊石器及先陶並不能歸屬為一個連續的文化。 據此，舊石器時代的長濱文化年代下限修正為距今15,000年左右；而過去宋文薰根據潮音洞的碳十四定年結果，將長濱文化下限放在距今5,000年前，則屬於更晚的先陶時代文化，簡稱為「先陶文化」，又稱「舊石器時代晚期持續型文化」。為避免混淆，臧振華建議將過去涵蓋舊石器時代文化的「先陶文化」改稱為「潮音洞文化」，因為潮音洞是最早發現此文化的地點。

## 文化內涵
長濱文化人群多為以漁獵和採集為生的隊群社會，考古學者根據遺留的物質推測，此一聚落的人口規模不大，主要居住在海邊的洞穴內及岩蔭下。最主要的出土遺物為打製石器，當時人在河灘或海灘上撿拾礫石自單面打製成偏鋒石核器或不定型的石片器，沒有製造陶器，也未見農耕、畜牧活動的跡象，以狩獵哺乳類與囓齒類等動物、採集漿果類等植物維生，可能較少利用海洋資源。目前臺灣發現的分布地點主要為東南沿海如臺東長濱及屏東恆春一帶，除八仙洞遺址以外，另外如小馬海蝕洞遺址。

### 石器製造技術
長濱文化的石器屬於礫石器工業的石片器傳統，多以礫石原面作為打擊臺面，缺乏兩面打的技術，多以單面打剝，製成偏鋒砍器或石片器。根據出土石器的觀察及製造技術的實驗，臧振華等人推測長濱文化可能是以「摔砸法」作為基本的方法，再以石錘使用「敲擊法」修整，以製造出偏鋒砍器及石片器。

## 來源
長濱文化的年代正處於晚更新世晚期的末次冰期，當時中國東部及東南部海洋因海平面下降而為陸地。有關長濱文化的來源，其中一項假說為「北方南下說」，由北方南下，到達福建後經過陸地南下到台灣。宋文薰教授即支持此項假說，認為長濱文化可能是由華南傳進。
另一項假說為現代人類在距今約8萬5千年前開始走出非洲的擴散架構下，在亞洲大陸棚架邊緣的婆羅洲、菲律賓、琉球、台灣、福建甚而日本等地，都發現3萬年至4萬年左右的舊石器時代遺址，臧振華認為長濱文化由東南亞經由海路沿海岸線北上的「東南亞起源說」的可能性也不可忽視。

## 參看
- 八仙洞遺址
- 左鎮人

## 外部連結
- 劉益昌，長濱文化, 臺灣大百科全書
- 長濱文化, 國立臺灣大學
- 八仙洞遺址 發現舊石器火塘 自由時報